# Тернер, Майкл (футболист)
Ма́йкл То́мас Тернер (англ. Michael Thomas Turner; род. 9 ноября 1983, Люишем, Лондон) — английский футболист, игравший на позиции защитника.

## Карьера
Майкл Тернер родился 9 ноября 1983 года в Люишеме, районе на юго-востоке Лондона. Свою карьеру он начал в молодёжной команде клуба «Чарльтон Атлетик», также он имел возможность потренироваться несколько месяцев с молодёжью до 19 лет итальянского клуба «Интер», как часть сотрудничества между клубами.
После подписания своего первого профессионального контракта с «Чарльтоном» в 2002 году, Тернер, не попадавший даже в заявку на игры команды, в марте 2003 года был отдан в аренду в клуб «Лейтон Ориент», затем, вернувшись в «Чальтон», он начал играть в молодёжном составе клуба, стал капитаном молодёжного «Чарльтона» и получил приз лучшего молодого игрока клуба сезона 2003/04. В августе 2004 года Тернер был отдан в аренду в клуб «Брентфорд», аренда начавшаяся с месяца, затем была продлена до двух месяцев, а потом ещё и до трёх, в конце концов «Брентфорд» решил купить Тернера, подписав с ним контракт на 2,5 года в ноябре 2004. В «Брентфорде» Тернер по-настоящему раскрылся, он стал лидером обороны клуба, за что получил приз лучшего игрока клуба по двум опросам, первый — по голосованию самих футболистов команды в сезоне 2004/05 и второй по мнению болельщиков клуба в сезоне 2005/06.
В июле 2006 года Тернер был куплен клубом «Халл Сити» за 350 000 фунтов, подписав с «тиграми» трёхлетний контракт. Фил Паркинсон, главный тренер «Халла» в 2006 году так прокомментировал покупку Тернера:

Он игрок, за которым я наблюдал много лет, сначала с дублем «Чарльтона», а затем с «Брентфордом». Он мне нравится, и я думаю, что он будет превосходным приобретением, потому что он готов играть в футболе Чемпионшипа. Майкл был лучшим центральным защитником в Первой лиге в прошедшем сезоне и он готов подняться на уровень выше.

Первоначально игра Тернера в «Халл Сити» не ладилась, он часто допускал ошибки, но после нескольких месяцев в команде Тернер смог выйти на свой высокий уровень игры, а в сезоне 2007/08 он даже стал лучшим игроком сезона в «Халл Сити», что поспособствовало подписанию с ним нового трёхлетнего контракта в апреле 2008 года.